# 6083 Janeirabloom
6083 Janeirabloom è un asteroide della fascia principale. Scoperto nel 1984, presenta un'orbita caratterizzata da un semiasse maggiore pari a 2,2413807 UA e da un'eccentricità di 0,1776180, inclinata di 5,65725° rispetto all'eclittica.